# ТЕС Мадхуматі
ТЕС Мадхуматі — теплова електростанція на північному заході Бангладеш, яка належить державній компанії North-West Power Generation Company Limited (NWPGCL).
У 21 столітті на тлі стрімкого зростання попиту в Бангладеш почався розвиток генеруючих потужностей на основі двигунів внутрішнього згоряння, які могли бути швидко змонтовані. Зокрема, в 2019-му почала роботу ТЕС Мадхуматі, яка має 6 генераторних установок Wartsila W18V50 потужністю по 18,4 МВт (номінальна потужність станції рахується на рівні 105 МВт). У 2018/2019 році фактична чиста паливна ефективність ТЕС становила 40,2 %.
Станція розрахована на споживання нафтопродуктів.
Видача продукції відбувається по ЛЕП, розрахованій на роботу під напругою 132 кВ.